# Blake Clark
Blake Clark (Macon, Geórgia, 2 de fevereiro de 1946) é um ator e comediante estadunidense, talvez mais conhecido por interpretar Chet Hunter em Boy Meets World e Harry "o cara da loja de ferragens" em Home Improvement.
Clark passou a dublar o cão Slinky na franquia Toy Story a partir de Toy Story 3 em 2010, depois de herdar o papel de seu amigo íntimo Jim Varney, que morreu em 2000.

## Biografia
Clark nasceu em Macon, Geórgia, e se formou na Universidade LaGrange em 1969, no curso de artes cênicas. Clark é freqüentemente incluído no elenco de filmes de Adam Sandler, como The Waterboy, Mr. Deeds, 50 First Dates, Little Nicky, I Now Pronounce You Chuck and Larry, Joe Dirt e 8 Crazy Nights. Além destes trabalhos, ele também teve papéis recorrentes em Home Improvement, Boy Meets World, Cold Case, The Jamie Foxx Show e The Drew Carey Show.

## Filmografia
- 2025 Happy Gilmore 2 como morador de rua na praia
- 2019 Toy Story 4 como Slinky Dog (voz)
- 2012 That's My Boy como Gerald
- 2011 Rango como Bufford (voz)
- 2010 Grown Ups como Treinador Bobby "Buzzer" Ferdinando
- 2010 Toy Story 3 como Slinky Dog (voz)
- 2008 American Cowslip como Grimes
- 2008 Wieners como Sr. Applebaum
- 2008 Strange Wilderness como Dick
- 2007  I Now Pronounce You Chuck and Larry como Mendigo Dançarino
- 2006 Car Babes como Len Davis
- 2006 I'm Reed Fish como Irv Peterson
- 2006 The Benchwarmers como Umpire
- 2004 50 First Dates como Marlin Whitmore
- 2002 Mr. Deeds como Buddy Ward
- 2001 Joe Dirt como Farmer Fran
- 2000 Little Nicky como Jimmy
- 2000 Bread and Roses como Sr. Griffin
- 2000 Intrepid como Wayne
- 2000 Critical Mass como Xerife Borden
- 1999 Valerie Flake como Tio Jack
- 1998 The Waterboy como Farmer Fran
- 1996 Alone in the Woods como Sargento
- 1994 The Mask como Murray
- 1993 Fatal Instinct como Milo Crumley
- 1992 Toys como Hagenstern
- 1992 Ladybugs como Técnico Bull
- 1991 Shakes the Clown como Stenchy, o palhaço
- 1991 The Dark Wind como Ben Gaines
- 1989 Johnny Handsome como Xerife Monte
- 1989 Wired como Dusty Jenkins
- 1989 Fast Food como E.G. McCormick
- 1985 St. Elmo's Fire como Wally

## Televisão
- 2011 Toy Story Toons como Slinky Dog
- 2011 Hawaiian Vacation como Slinky Dog
- 2006 Everybody Hates Chris como Russo
- 2005 My Name is Earl como Buzz Darville
- 2004 Cold Case como Tom Jaden
- 2001 Sabrina, the Teenage Witch como Phil
- 2000 Boy Meets World como Chet Hunter
- 2000 The Jamie Foxx Show como Bob Nelson
- 1999 Home Improvement como Harry
- 1998 Arli$$ como Sr. Griff
- 1996 Coach como Buffalo Billy
- 1995 The Drew Carey Show como Jules Lambermont
- 1994 Grace Under Fire como Gil Kelly
- 1994 Tales from the Crypt como Jerry
- 1994 Thea como Roy Bennett
- 1993 Roseanne como Vic
- 1991 Designing Women como Skip Jackson
- 1991 Who's the Boss? como Hoyt
- 1988 It's Garry Shandling's Show. como Blake Cumbers
- 1987 Women in Prison como Clint Rafferty
- 1987 Gimme a Break! como B.J. O'Brien
- 1987 Remington Steele como Fred